# DDR-Straßen-Radmeisterschaften 1955

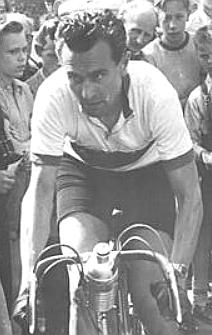
DDR-Meister 1955: Horst Tüller

Die Straßen-Radmeisterschaften 1955 sahen bei der Entscheidung im Einzelstraßenrennen Horst Tüller vom SC Einheit Berlin und im Mannschaftszeitfahren ebenfalls den SC Einheit Berlin als neue Meister der DDR vorne.

## Einzelrennen
Zur Ermittlung des Meisters im Einzelstraßenrennen wurden zwei Läufe ausgetragen. Bei beiden Läufen wurden nach dem Einlauf Punkte von 20 abwärts vergeben, aus deren Addition das Meisterschaftsergebnis ermittelt wurde. 

### 1. Lauf: „Rund um das Erzgebirge“ (3. Juli 1955)
Wie im Vorjahr führte der erste Meisterschaftslauf über die Berge des Erzgebirges. Das 700 Meter hoch gelegene Johanngeorgenstadt war der Gipfelpunkt des 175 Kilometer langen Rundkurses mit Start in Karl-Marx-Stadt und Ziel in Aue. Bei sengender Hitze mit bis zu 30 Grad im Schatten nahmen 70 Fahrer das Rennen auf. Bereits nach 40 Kilometern fiel eine wichtige Vorentscheidung, als sieben Fahrer eine Reifenpanne des Titelverteidigers Gustav-Adolf Schur zum Anlass nahmen, sich vom Feld abzusetzen. In Johanngeorgenstadt bei Rennkilometer 85 war die Spitzengruppe bereits auf drei Aktive geschrumpft, und als drei Kilometer vor dem Ziel auch Wolfgang Grupe entkräftet zurückfiel, konnte die Entscheidung nur noch zwischen dem Leipziger Emil Reinecke und dem Berliner Horst Tüller fallen. Im Auer Otto-Grotewohl-Stadion zog Reinecke den Spurt an und gewann mit einem Vorsprung von fünf Radlängen vor Tüller den ersten Meisterschaftslauf. Grupe konnte sich noch auf den dritten Platz vor dem Hauptfeld retten, das Schur als Vierter mit einem Rückstand von über zwei Minuten über den Zielstrich führte. 
|      | Fahrer             | Mannschaft                 | Zeit (h) | Punkte |
| ---- | ------------------ | -------------------------- | -------- | ------ |
| 1.   | Emil Reinecke      | SC DHfK Leipzig            | 5:19:05  | 20     |
| 2.   | Horst Tüller       | SC Einheit Berlin          | 5:19:25  | 19     |
| 3.   | Wolfgang Grupe     | SC DHfK Leipzig            | 5:19:50  | 18     |
| 4.   | Gustav-Adolf Schur | BSG Aufbau Börde Magdeburg | 5:21:43  | 17     |
| 5.   | Günter Grünwald    | SC DHfK Leipzig            | 5:21:43  | 16     |
| 0... |                    |                            |          |        |

### 2. Lauf: 100-km-Zeitfahren in derSchorfheide(10. Juli 1955)
Der zweite Meisterschaftslauf wurde als Einzelzeitfahren über 100 Kilometer ausgetragen. Die Strecke verlief nördlich von Berlin, von Buchholz 50 Kilometer hinein in die Schorfheide und wieder zurück. Das Rennen wurde durch zahlreiche organisatorische Pannen beeinträchtigt. Zum einen verpassten mehrere Sportgemeinschaften den Meldetermin, sodass das Teilnehmerfeld dezimiert antrat, zum anderen wurden die Fahrer durch geschlossene Bahnschranken und dichten Autoverkehr gehandicapt. Das Zeitfahren wurde von der Frage beherrscht, ob es Titelverteidiger Schur gelingen würde, die drei in der Meisterschaftswertung vor ihm liegenden Fahrer noch zu überholen. Letztlich lief die Entscheidung auf einen Zweikampf zwischen Schur und Horst Tüller, dem Zweiten des ersten Meisterschaftslaufs, hinaus. Bis zum Wendepunkt bei Kilometer 50 hatte Tüller Bestzeit gefahren, Schur lag 50 Sekunden zurück. Bei Kilometer 75 hatte Schur den Spieß umgedreht und lag nun seinerseits in Front, doch Tüller hatte als Zweiter weiterhin das bessere Punktekonto. Bis zum 100. Kilometer änderte sich an der Reihenfolge nichts mehr, Schur gewann zwar den zweiten Meisterschaftslauf, doch Tüller holte mit seinem erneuten zweiten Platz in der Gesamtwertung einen Punkt mehr als der Titelverteidiger. Die ebenfalls vor dem Rennen noch vor Schur gelegenen Fahrer konnten in die Entscheidung nicht mehr eingreifen. Reinecke erlitt kurz vor dem Ziel einen Schaltungsschaden, und Grupe hatte mit Sitzbeschwerden zu kämpfen. 
|      | Fahrer             | Mannschaft                  | Zeit (h)  | Punkte |
| ---- | ------------------ | --------------------------- | --------- | ------ |
| 1.   | Gustav-Adolf Schur | BSG Aufbau Börde Magdeburg  | 2:40:14,5 | 20     |
| 2.   | Horst Tüller       | SC Einheit Berlin           | 2:42:15,2 | 19     |
| 3.   | Benno Funda        | SC Einheit Berlin           | 2:42:42,3 | 18     |
| 4.   | Siegbert Glaser    | BSG Rotation Berlin         | 2:45:16,2 | 17     |
| 5.   | Horst Zeidler      | BSG Turbine Gaswerke Berlin | 2:46:17,0 | 16     |
| 0... |                    |                             |           |        |

### Endstand
|      | Fahrer             | Mannschaft                 | Punkte |
| ---- | ------------------ | -------------------------- | ------ |
| 1.   | Horst Tüller       | SC Einheit Berlin          | 38     |
| 2.   | Gustav-Adolf Schur | BSG Aufbau Börde Magdeburg | 37     |
| 3.   | Siegbert Glaser    | BSG Rotation Berlin        | 31     |
| 4.   | Günter Grünwald    | SC DHfK Leipzig            | 26     |
| 5.   | Erwin Wittig       | SC Einheit Berlin          | 23     |
| 0... |                    |                            |        |

## Mannschaftszeitfahren (18. September 1955)
Für die Mannschaftsmeisterschaft war eine flache aber kurvenreiche Strecke festgelegt worden, die von Cottbus über Spremberg und Hoyerswerda zum kleinen Ort Weißkollm in der Oberlausitz und wieder zurück führte. Bei idealem Rennwetter beteiligten sich 20 Mannschaften mit jeweils sechs Fahrern, von denen am Ende 18 Teams in die Wertung kamen. Der SC Einheit Berlin mit Benno Funda, Werner Malitz, Rudi Kirchhoff, Horst Tüller, Erwin Wittig und Fritz Jährling verteidigte seinen Vorjahrestitel, damals noch als BSG Berliner Bär fahrend, souverän. Die Berliner, bei denen Jährling nach 70 Kilometern aufgeben musste und Wittig kurz vor dem Ziel zurückfiel, hatten bei allen Zwischenzeiten Bestzeit gefahren und hatten am Ende einen Vorsprung von über einer Minute vor den Fahrern des SC Wismut Karl-Marx-Stadt, bei denen Lothar Meister I nach einem Schaltungsschaden aufgeben musste. Eine weitere Minute brauchte der SC DHfK Leipzig und landete damit auf Platz drei. Er musste auf seinen Besten Gustav-Adolf Schur verzichten. Eine bemerkenswert Aufholjagd lieferte das Team des SC Dynamo Berlin, das nach der Hälfte der Distanz auf dem sechsten Platz gelegen hatte, am Ende aber noch Rang vier erreichte. 
|      | Mannschaft                | Zeit (h)  |
| ---- | ------------------------- | --------- |
| 1.   | SC Einheit Berlin         | 2:17:56,4 |
| 2.   | SC Wismut Karl-Marx-Stadt | 2:19:01,8 |
| 3.   | SC DHfK Leipzig           | 2:20:01,6 |
| 4.   | SC Dynamo Berlin          | 2:21:40,8 |
| 5.   | SC Rotation Leipzig       | 2:21:43,4 |
| 0... |                           |           |